# Chavot-Courcourt

Chavot-Courcourt este o comună în departamentul Marne, Franța. În 2009 avea o populație de 383 de locuitori.